# Paper Mario: The Origami King
Paper Mario: The Origami King is een rollenspel (RPG), ontwikkeld door Intelligent Systems en uitgegeven door Nintendo voor de Switch. Het spel is wereldwijd op 17 juli 2020 uitgebracht.

## Plot
Mario en zijn vrienden moeten op avontuur om de kwaadaardige koning Olly te stoppen, die prinses Peach in origami heeft veranderd. Het kasteel is afgesloten met magische linten en het rijk is overgenomen. Mario krijgt hulp van Olly's jongere zusje Olivia om voorgoed een einde te maken aan de kwaadaardige legers die de wereld in origami willen veranderen.

## Gameplay
In het spel bestuurt de speler een papieren versie van Mario dat zich afspeelt in een driedimensionale wereld met origami-figuren. Men moet munten en voorwerpen zien te verzamelen en de puzzels in het spel zien op te lossen. In de loop van het spel krijgt Mario nieuwe vrienden die zich aansluiten bij zijn groep en die meehelpen in de gevechten.
De gameplay van The Origami King volgt in de voetstappen van andere traditionele computerrollenspellen. De speler loopt rond in de wereld tot dat de speler een vijand tegenkomt. Als de speler een vijand aanraakt begint het gevecht. Nieuw in dit spel is het gevechtssysteem dat afwijkt van de vorige delen. Mario bevindt zich in een ring en de speler moet vijanden op een rij plaatsen om deze met een bepaalde aanval te verslaan, waarna de vijanden de beurt krijgen voor een aanval.

## Ontvangst
| Recensiescore             | Recensiescore |
| Recensieverzamelaar       | Score         |
| ------------------------- | ------------- |
| Metacritic                | 80%           |
| Publicist                 | Score         |
| Destructoid               | 8             |
| Electronic Gaming Monthly | 3/5           |
| Famitsu                   | 36/40         |
| Game Informer             | 7,75          |
| GameSpot                  | 8             |
| IGN                       | 7             |

The Origami King kreeg positieve recensies en heeft op verzamelwebsite Metacritic een score van 80%. Men prees het grafische ontwerp, muziek, nieuwe spelmechaniek en het verhaal. Kritiek was er op het gevechtssysteem en de rechtlijnige gameplay.